# Thizy, Rhône
Thizy este o comună în departamentul Rhône din sud-estul Franței. În 2009 avea o populație de 2.397 de locuitori.

## Evoluția populației
| An        | 1975  | 1982  | 1990  | 1999  | 2006  | 2009  |
| --------- | ----- | ----- | ----- | ----- | ----- | ----- |
| Populație | 3.775 | 3.351 | 2.855 | 2.483 | 2.456 | 2.397 |